# Crépuscule sanglant
Pour plus de détails, voir Fiche technique et Distribution.
 Crépuscule sanglant  (Red sundown) est un western américain réalisé par Jack Arnold, sorti en 1956.

## Synopsis
Un pistolero renommé, Alec Longmire, ayant perdu son frère Mark, esseulé et las de sa vie d’aventure pleine de dangers, chemine au hasard, pensant trouver du travail quelque part. Il a l’occasion de porter assistance à un homme titubant de soif. C’est Bud Purvis, un ancien tueur à gages. Longmire le prend sur sa monture jusqu’au prochain village. Après une altercation au cours de laquelle Longmire tue Mike Zellman en légitime défense, les deux compères doivent fuir devant la bande d’aventuriers menée par Rod Zellman. Ils se réfugient dans une cabane que leurs poursuivants incendient. Longmire s’en sort par un stratagème, mais il est contraint d’y laisser Purvis, mortellement blessé. 
Celui-ci lui fait promettre de ne jamais reprendre la vie de hors-la-loi. Dans la bourgade suivante, où Longmire fait halte, un conflit oppose les petits paysans, menés par Sam Baldwin, et un gros propriétaire d´élevage, Rufus Henshaw, qui s’apprête à entourer de barbelés une vaste étendue de terre. Longmire se prend d’amitié avec le shérif Jade Murphy, qui l’a bien accueilli. Murphy, ayant besoin d’aide dans une ville agitée, lui propose d’être son adjoint, et Longmire accepte le poste. Il est de plus attiré par sa fille, Caroline. Son aide pour ramener l’ordre s’avère efficace et il refuse l'offre de Henshaw, qui tente de l'acheter : celui-ci fait alors venir Chet Swann, un tueur à gages redoutable. 
Swann commence à terroriser la ville, menaçant Sam Baldwin pour l'obliger à partir, puis tente de liquider Longmire pour que Henshaw ait les mains libres.

## Fiche technique
- Titre original : Red sundown
- Titre français : Crépuscule sanglant
- Réalisation : Jack Arnold
- Scénario : Martin Berkeley (en), d’après Back trail, roman de Lewis B. Patten
- Direction artistique : Alexander Golitzen et Eric Orbom
- Décors : Russell A. Gausman et John P. Austin (en)
- Costumes: Jay A. Morley Jr
- Photographie : William E. Snyder
- Son : Leslie I. Carey et Corson Jowett
- Montage : Edward Curtiss
- Musique : Hans J. Salter
- Production : Albert Zugsmith (en)
- Société de distribution : Universal Pictures[1]
- Pays de production :  États-Unis
- Langue originale : anglais
- Format : couleur (Technicolor)
- Genre : Western
- Durée : 81 minutes
- Dates de sortie : 1956 (tourné en 1955)
  - États-Unis : mars 1956
  - France : octobre 1956

## Distribution
- Rory Calhoun (VF : Roger Rudel) : Alec Longmire
- Martha Hyer (VF : Claude Winter) : Caroline Murphy
- Dean Jagger (VF : Pierre Morin) : Jade Murphy (le sheriff)
- Robert Middleton (VF : René Fleur) : Rufus Henshaw
- James Millican (VF : Robert Le Béal) : Bud Purvis
- Lita Baron (es) (VF : Pepita Jimenez) : Maria
- Grant Williams (VF : Ivan Dominique) : Chet Swann
- Leo Gordon (VF : Jean Violette) : Rod Zellman
- Trevor Bardette (VF : Abel Jacquin) : Sam Baldwin
- David Kasday (VF : Jean-Pierre Maurin) : Hughie Clore
- Terry Gilkyson : « vocal » (chanson Red sundown)
- Lee Van Cleef (apparition non créditée)